# Trachyte Hill
Trachyte Hill är en kulle i Antarktis. Den ligger i Östantarktis. Nya Zeeland gör anspråk på området. Toppen på Trachyte Hill är 466 meter över havet.
Terrängen runt Trachyte Hill är varierad. Havet är nära Trachyte Hill åt sydväst. Trakten är obefolkad. Det finns inga samhällen i närheten. 